# 苻鏘
苻鏘（?—?），十六國前秦哀平皇帝苻丕的儿子。
前秦建元二十一年（385年）九月，苻丕即位为皇帝，封苻宁为皇太子，苻壽为长乐王，苻鏘为平原王，苻懿为勃海王，苻昶为济北王。太安二年（386年），苻丕被西燕皇帝慕容永打败後，遂被东晋扬威将军冯该斩杀。